# Пещера Катникова
Пещера Ка́тникова (также Катниковская или Сталактитовая) — пещера в Нижнесергинском районе Свердловской области России, на территории природного парка «Оленьи Ручьи», памятник природы регионального значения.

## Географическое положение
Катниковская (Сталактитовая) пещера расположена в 7,5 километрах к юго-юго-западу от курорта «Нижние Серги» (юго-западная окраина города Нижние Серги), на правом берегу реки Серги. Пещера относится к спелеорайону Уфимского амфитеатра, Сергинскому подрайону. Пещера находится в северной части природного парка «Оленьи Ручьи», в 120 километрах от Екатеринбурга, 
в 3 километрах от деревни Половинка, в 7 километрах от посёлка Бажуково.

## История
Пещеру обнаружил в 1930-х годах местный житель по фамилии Катников. Его покос располагался поблизости.
Первое описание пещеры сделала в 1958 году преподаватель Свердловского педагогического института Раиса Борисовна Рубель, а топосъёмка впервые была сделана в 1962 году усилиями Э.Г. Лобанова и Л.Ф. Емельянова. 
В советское время пещеру долго называли «Сталактитовая», ибо это указывало на многочисленные натёчные образования пещеры, однако впоследствии в ходе многочисленных посещений в 1960-1980-х годах сталактиты были утрачены.

## Описание
Протяженность ходов пещеры 230 метров, вход в пещеру — узкая щель шириной до 1 метра, у основания берегового склона на высоте 2 метра над уровнем второй речной террасы, в 150 метрах от реки Серги. От входа крутой короткий лаз по падению пластов (30° к северо-западу) приводит в низкий Центральный грот. На полу грота — обвалившиеся глыбы, покрытые натечной корой. Небольшая галерея соединяет его с лабиринтом Красивый, разработанным по системе трещин северо-западного направления. Ранее его стены, пол и потолок были покрыты слоем кальцитовых натеков. Правая часть пещеры – это вытянутый на север рукав. В небольшом гроте Яма бывает вода в виде двух луж. Температура воздуха в ней круглый год держится на уровне 4,5-5 °C.
В 2012—2014 годах дальнейшие исследования довели длину ходов пещеры до 357 метров.
Пещера является местом обитания летучих мышей, среди которых бурый ушан, северный кожанок, прудовая ночница и ночница Брандта.

## Геоморфологический памятник
Катниковская сталактитовая пещера, карстовая пещера в палеозойских известняках, общей площадью в 80 гектаров на территории Нижнесергинского лесничества с 1983 года является геоморфологическим памятником регионального значения.